# بانيارا كالابرا
بانيارا كالابرا هي بلدة تقع في مقاطعة ريدجو كالابريا في إيطاليا .

## أعلام
- بينيتو كاربوني

## وصلات خارجية
- www.comunebagnara.it/